# Плимутский камень
Плимутский камень (англ. Plymouth Rock) — скала, к которой, по преданию, причалили в 1620 году высадившиеся с корабля «Мэйфлауэр» Уильям Брэдфорд и прочие отцы-пилигримы. Эта высадка служит отправной точкой истории США.
Первые упоминания о скале на берегу Плимутской бухты как о месте высадки основателей Новой Англии появляются через 121 год после этих событий. В 1741 году по свидетельствам старожилов «той самой скалой» признали гранодиоритный валун в 200 метрах от места, где была заложена Плимутская колония.
В 1774 году от него откололи крупный фрагмент и перенесли в присутственные места. С тех пор процедура повторялась неоднократно, и фрагменты Плимутской скалы не раз меняли своё местонахождение. В 1867 году над скалой надстроили своего рода часовню, которую в 1920 году в связи с празднованием трёхсотлетия высадки пилигримов сменили пропилеи, выполненные в сухом античном стиле.
В настоящее время Плимутская скала входит в состав Плимутского мемориального парка. Неподалёку расположен памятник отцам-основателям колонии (National Monument to the Forefathers).
В настоящее время считается установленным, что до высадки в Плимуте пилигримы ступали на американский берег в районе города Провинстаун на оконечности мыса Код.